# Maubeuge-Centre Cemetery
Maubeuge-Centre Cemetery is een Britse militaire begraafplaats gelegen in de Franse plaats Maubeuge (Noorderdepartement). De begraafplaats wordt onderhouden door de Commonwealth War Graves Commission.
De begraafplaats telt 350 oorlogsgraven waarvan 179 geïdentificeerde en 6 ongeïdentificeerde Gemenebest graven, een geïdentificeerd Russische en 105 Franse graven uit de Eerste Wereldoorlog en 65 geïdentificeerde gesneuvelden uit het Gemenebest uit de Tweede Wereldoorlog.